# Fountain Estate

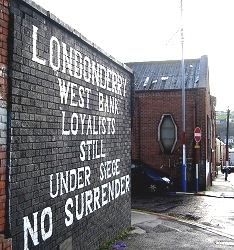
Väggmålning på Fountain Estate.

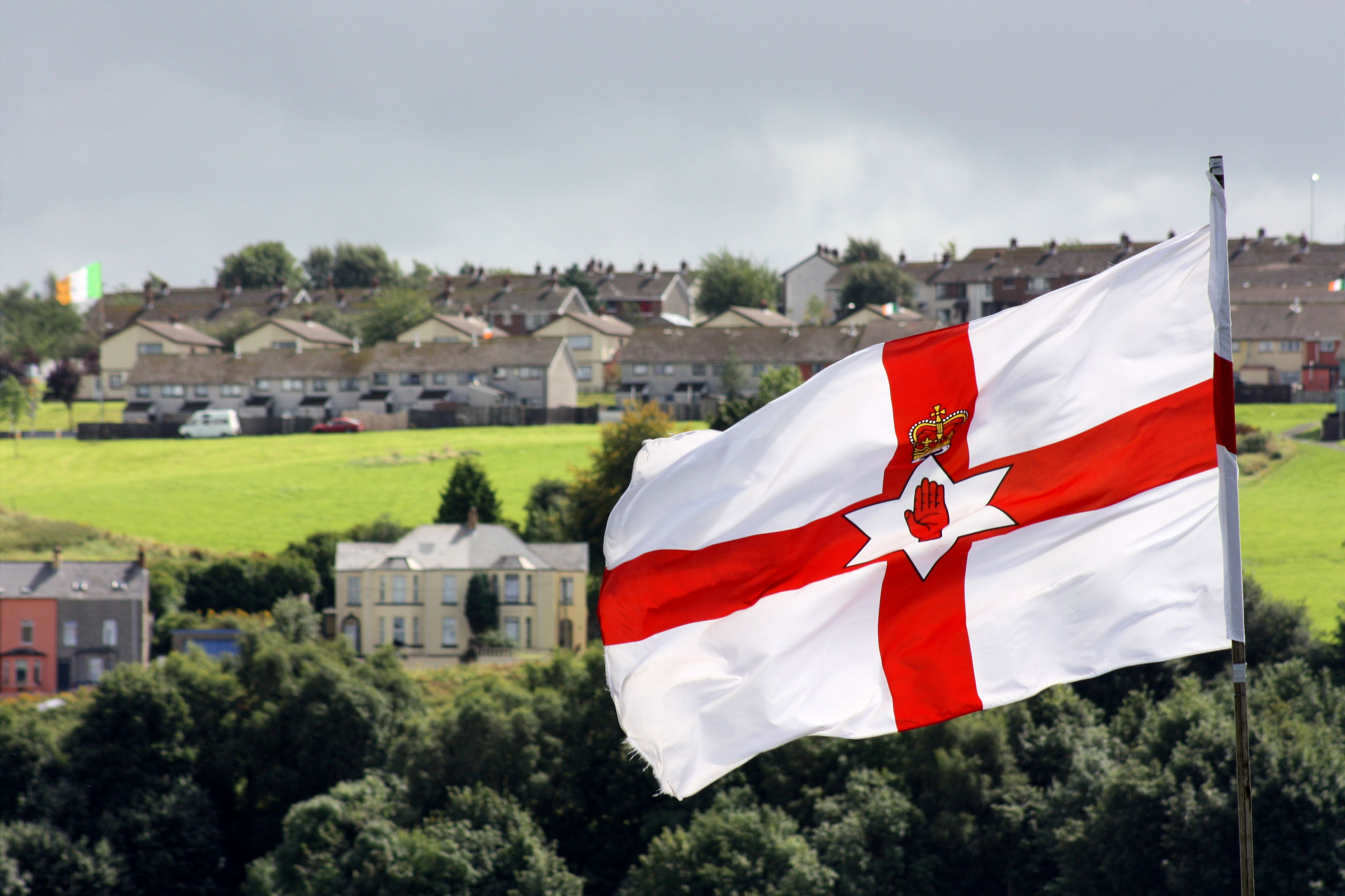
Nordirlands flagga (i förgrunden) från lojalistiska Fountain Estate, och (i bakgrunden) Irlands flagga från nationalistiska Brandywell, Derry, 2009.

Fountain Estate är ett lojalistiskt område i Derry (Londonderry). Det har varit hårt ansatt av de angränsande utpräglat republikanska områdena Bogside och Brandywell. 97 % av protestanterna har flytt från området till Waterside på andra sidan floden Foyle, som förbinds med Fountain Estate av en bro. Förut bodde 15 000 protestanter i området, nu är det ungefär 500 kvar. Republikanerna är i en så extrem majoritet i staden att protestanterna har svårt att röra sig in till stadens centrum utan att bli trakasserade. Protestanterna i området säger även att de fått flera ägg kastade mot husen. En "fredsmur" skiljer området från närliggande nationalistiska områden.